# کتیا وینتر
کتیا وینتر (انگلیسی: Katia Winter؛ زادهٔ ۱۳ اکتبر ۱۹۸۳)، بازیگر اهل سوئد است. وی از سال ۲۰۰۵ میلادی تاکنون مشغول فعالیت بوده‌است. او بیشتر برای ایفای نقش شخصیت نادیا در مجموعه تلویزیونی دکستر (۲۰۱۲)، کاترینا کرین در سریال شبکهٔ فاکس تحت نام سوار بی‌سر (۲۰۱۳-۱۵)، و سریال شبکهٔ تلویزیونی سی‌دابلیو افسانه‌های فردا (۲۰۱۷) شناخته شده‌است.